# Stylosanthes leiocarpa
Stylosanthes leiocarpa är en ärtväxtart som beskrevs av Julius Rudolph Theodor Vogel. Stylosanthes leiocarpa ingår i släktet Stylosanthes och familjen ärtväxter. Inga underarter finns listade i Catalogue of Life.